# فرنان لودو
فرنان لودو (فرانسوی: Fernand Ledoux‎؛ ۲۴ ژانویهٔ ۱۸۹۷ – ۲۱ سپتامبر ۱۹۹۳) هنرپیشه اهل فرانسه بود.

## فیلم‌شناسی
- محاکمه (۱۹۶۲)
- بی‌نوایان (۱۹۸۲)
- بی‌نوایان (۱۹۵۸)
- آلیس یا آخرین گریز (۱۹۷۷)
- انبارهای سوخته (۱۹۷۳)
- طولانی‌ترین روز (۱۹۶۲)
- حقیقت (۱۹۶۰)
- در مسافرخانه اتفاق افتاد (۱۹۴۳)
- ولپن (۱۹۴۱)
- حیوان آدم‌نما (۱۹۳۸)